# Hugo Bergmann
Hugo Bergmann (en hebreo: שמואל הוגו ברגמן‎); (Praga, Imperio austrohúngaro, 25 de diciembre de 1883-Jerusalén, Israel, 18 de junio de 1975) fue un filósofo israelí nacido en Praga.

## Biografía
Hugo Samuel Bergmann nació y creció en Praga, Austria-Hungría. Era miembro de la intelectualidad de Praga visitando el grupo de salón que se reunía en la casa de Berta Fanta. Bergmann se casó con su hija Else Fanta.
Bergmann y su esposa emigraron a Eretz Israel en 1920. Vivían en el barrio Rehavia de Jerusalén. Bergmann se desempeñó como director de la Biblioteca Nacional Judía entre 1920 y 1935. Trajo a Gershom Scholem de Alemania para que sirviera como jefe de la División Judaica.
Junto con Martin Buber, fundó Brit Shalom, una organización que defiende una solución binacional para promover la coexistencia de judíos y árabes en el Estado de Israel.
Bergmann era padre de Martin S. Bergmann, profesor de psicología en la Universidad de Nueva York, tío del filósofo e historiador checo Pavel Bergmann y abuelo del director, escritor y productor estadounidense Michael Bergmann.

## Carrera académica

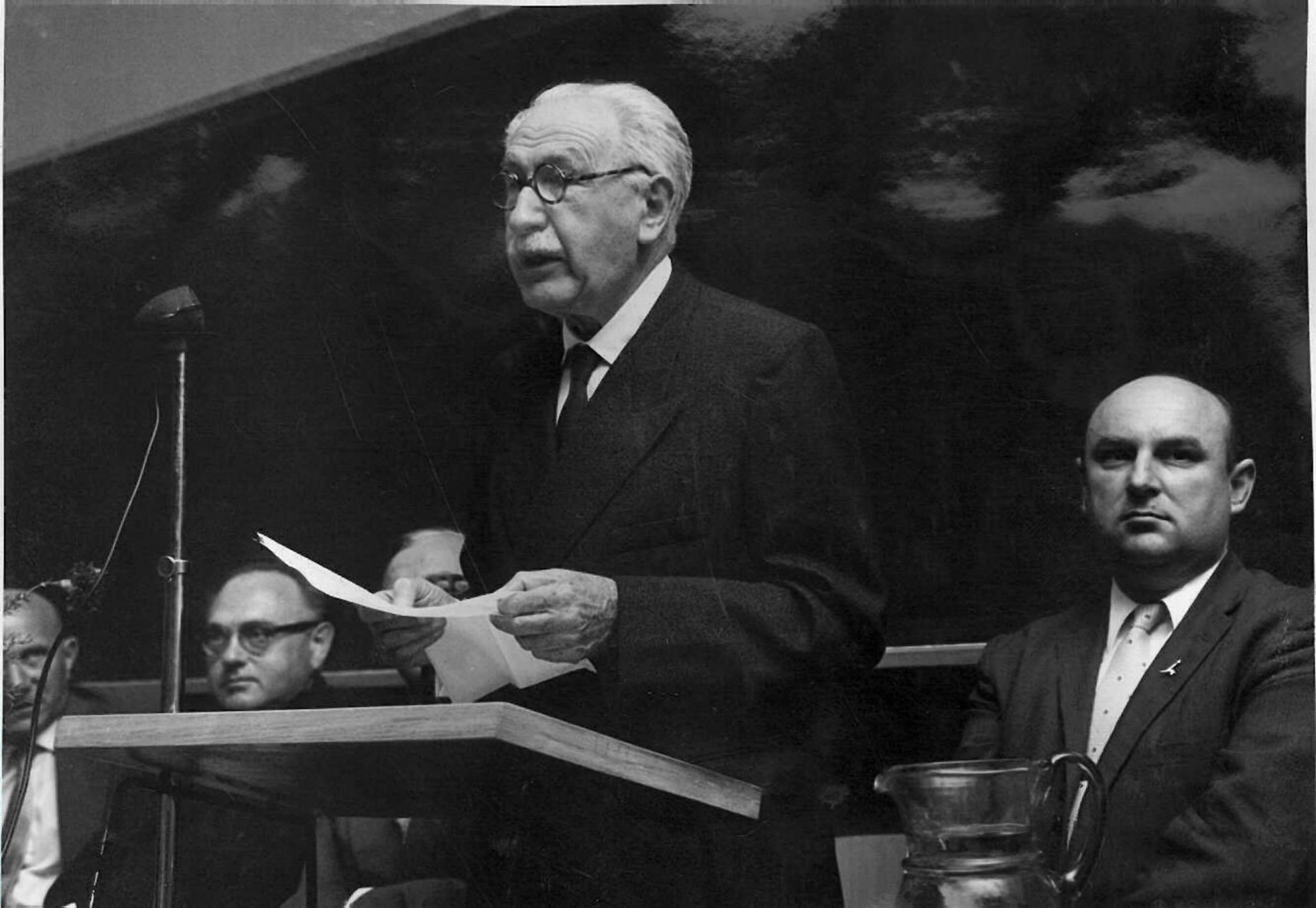
Hugo Bergmann, 1959

Llegó a ser profesor en la Universidad Hebrea de Jerusalén y más tarde decano de la misma. Era amigo de Franz Kafka, quien fue compañero suyo de escuela, el filósofo Felix Weltsch, quien luego trabajó en la Biblioteca de la Universidad Hebrea de Jerusalén, y Max Brod, a quien introdujo al sionismo antes de 1910.
Escribió sobre la naturaleza de la mecánica cuántica y la causalidad, donde interpretó la espontaneidad en la naturaleza con la idea psicológica de que cuanto más nos acercamos a los elementos de la naturaleza o a los componentes del individuo, menos sostenible es el determinismo causal estricto y más libertad debemos otorgar a elementos personales decisivos: "En las áreas correspondientes de la física, la ley estadística de los promedios asume las mismas funciones en la determinación de la posición temporal y en la predicción y reconstrucción que la estricta ley de causalidad cubrió anteriormente, pero con la distinción de que el caso individual podría ser temporalmente localizado y predicho o reconstruido antes, mientras que ahora tratamos sólo con el promedio". (1929)
Tradujo al hebreo varios de los libros de Rudolf Steiner sobre el triple orden social.

## Premios y reconocimientos
- Bergmann recibió dos veces el Premio Israel:
  - en 1954, para las humanidades[4]
  - en 1974 por su especial contribución a la sociedad y al Estado de Israel.[5]
- Recibió el premio Yakir Yerushalayim (Ciudadano Digno de Jerusalén) en 1967, el año de la inauguración del premio.[6]
- También recibió el Premio Tchernichovsky por traducción ejemplar.

## Otras lecturas
- Hugo Bergmann: Das philosophische Werk Bernard Bolzanos, Halle s. S.: Max Niemeyer, 1909 (reimpresión: Hildesheim: Georg Olms, 1970).
- Miriam Sambursky: sionista y filósofa. Das Habilitierungsproblem des jungen Hugo Bergmann . Boletín de los Leo Baeck Institute 58
- Miriam Sambursky (ed. ): Schmuel Hugo Bergmann: Tagebücher und Briefe. Tomo 1: 1901–1948.
- Dietmar Wiechmann: Der Traum vom Frieden: das bi-nationale Konzept des Brith-Schalom zur Lösung des jüdisch-arabischen Konfliktes in der Zeit von 1925–1933, 1998,ISBN 3-87920-416-0